# Bahamai dollár
A bahamai dollár (B$) a Bahama-szigetek, hivatalos nevén a Commonwealth of The Bahamas, Nagy-Britanniával perszonálunióban álló nemzetközösségi monarchia (Commonwealth realm) pénzneme,.1966-ban vezették be a brit font sterlinggel egyenértékű gyarmati bahamai font helyett. Árfolyama az  USDhoz kötött 1:1 arányban. A Bahamák gazdasága már a hatvanas évek derekán erősen az amerikai turizmustól függött, ezért racionális döntés volt egy új, az amerikai dollárral egyenértékű helyi valuta bevezetése Sir Stafford Lofthouse Sands brit gyarmati pénzügyminiszter részéről a font helyett.

## Érmék
Az 1966-ban kibocsátott érmesor a következő névértékeket tartalmazta: 1 cent, 5 cent, 10 cent, 15 cent, 25 cent és ezüstből vert 50 cent, 1, 2 és 5 dollár. A furcsa névérték -15 cent - magyarázata, hogy a Bahama-szigeteken 1966-ig brit font sterlinget használtak, pontosabban brit érméket és helyi, gyarmati bankjegyeket. Mivel ebben az időben a brit és az amerikai valuta között kötött árfolyam állt fenn, nevezetesen 1 font sterling egyenlő volt 2.8 amerikai dollárral, a pénzcsere lakosság számára való megkönnyítése érdekében bocsátottak ki 15 centes érméket, melyek kerekítve 1 brit shillinget, egyhuszad fontot értek. 1974-ig az érmék előlapján II. Erzsébet Arnold Machin tervezte portréja volt látható, a királynőt ezután a Bahama-szigetek címere váltotta. Az 1-25  centes érmék hátlapi tematikája bevezetésük óta nem változott, de motívumaikat kissé áttervezték 2006-2007-ben.
| Érték   | átmérő   | vastagság | szegély | hátlap                       | előlap                               |
| ------- | -------- | --------- | ------- | ---------------------------- | ------------------------------------ |
| 1 cent  | 19,05 mm | 1,58 mm   | sima    | értékjelzés, tengeri csillag | 1973-ig II. Erzsébet, 1974-től címer |
| 5 cent  | 21 mm    | ?         | sima    | értékjelzés, ananász         | 1973-ig II. Erzsébet, 1974-től címer |
| 10 cent | 23,50 mm | 1,80 mm   | sima    | értékjelzés, halak           | 1973-ig II. Erzsébet, 1974-től címer |
| 25 cent | 24,26 mm | ?         | recés   | értékjelzés, vitorláshajó    | 1973-ig II. Erzsébet, 1974-től címer |
| 50 cent | 21,5 mm  | ?         | sima    | hibiszkusz                   | 1973-ig II. Erzsébet, 1974-től címer |

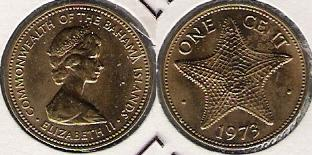
Bahamai 1 centes érme II. Erzsébet királynő portréjával.
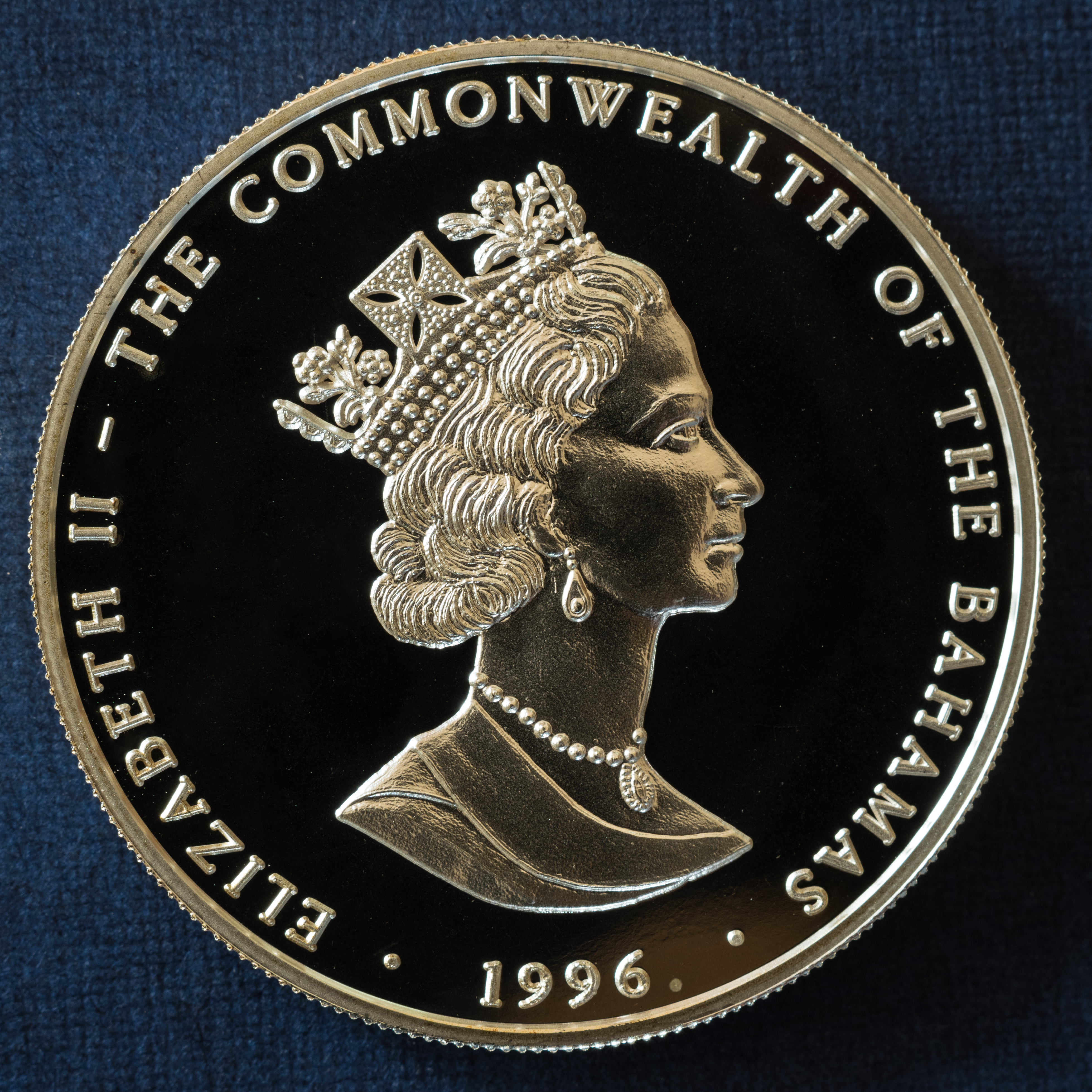
Bahamai 1 dolláros érme II. Erzsébet királynő portréjával.

## Bankjegyek
Bahamai dollárból jelenleg 1/2, 1, 3, 5, 10, 20, 50 és 100 dolláros címletek vannak forgalomban. 1966 és 1993 között minden bankjegyen II. Erzsébet királynő portréja szerepelt fő motívumként. 1993-ban a 20, 1995-ben az 5, 2000-től a 10 és az 50 dollároson, 2001-től pedig az 1 dollároson bahamai államférfiak portréi váltották az uralkodóét. 2005 és 2009 között a királynő visszakerült a 10 dollárosra. Az 1/2, 3 és 100 dolláros valamennyi változatán továbbra is II. Erzsébet képmása szerepel. 2016-tól teljesen új bankjegysorozat, a CRISP Evolution széria kerül fokozatosan bevezetésre, eddig 2016-ban az új 10-es, 2017-ben az 1, 2018-ban a 20, 2019-ben pedig az új 1/2 és 3 dollárosok kerültek kibocsátásra.